# Moggridgea rainbowi
Espèce
Synonymes
- Aganippe rainbowi Pulleine, 1919
- Moggridgea australis Main, 1991

Moggridgea rainbowi est une espèce d'araignées mygalomorphes de la famille des Migidae.

## Distribution
Cette espèce est endémique d'Australie-Méridionale. Elle se rencontre sur l'île Kangourou.

## Étymologie
Cette espèce est nommée en l'honneur de William Joseph Rainbow.

## Publication originale
- Pulleine, 1919 : A New Species of Aganippe from Kangaroo Island. Transactions and proceedings of the Royal Society of South Australia, vol. 43, p. 74-76 (texte intégral).